# Ланино, Бернардино
Бернардино Ланино (итал. Bernardino Lanino; 1512, Мортара, Ломбардия — 1583 Верчелли, Пьемонт) — итальянский живописец эпохи Высокого Возрождения ломбардской школы. Относится к леонардескам — последователям Леонардо да Винчи.

## Биография и творчество
Бернардино Ланино родился на севере Италии, вероятно, в Верчелли недалеко от Павии или в Мортаре (его сводный брат по материнской линии, именуется Франческо де Мортариа) в семье Энриото де Ланино, ткача из Верчелли, и его жены Маркетты. Начал карьеру живописца в Верчелли, где его учителем был неизвестный ныне художник Бальдассарре деи Кадиги (Baldassare dei Cadighi) из Абиатеграссо. С 1530 года Ланино был связан с мастерской Гауденцио Феррари, а после переезда последнего в Милан (около 1540 года) стал считаться первым художником в Верчелли (Пьемонт).
В Милане Бернардино Ланино написал «Тайную вечерю» для церкви Сан-Надзаро-ин-Броло. Вдохновлённый работами Гауденцио Феррари, он создал также «Мадонну с Младенцем» (Савойская галерея). Он написал картину «Святое семейство» для церкви Сант-Амброджо в Милане, которая ныне экспонируется в Пинакотеке Брера. Он написал фрески на тему жизни Святой Марии Магдалины для церкви Сан-Кристофоро-ин-Верчелли. В 1530-годах Ланино вместе с Гауденцио Феррари работал в Сакро-Монте-ди-Варалло.
В Милане Бернардино Ланино испытал влияние творчества Леонардо да Винчи. Такова картина «Мадонна с Младенцем и Святой Анной» (Пинакотека Брера, Милан), почти в точности повторяющая композицию картины Леонардо Святая Анна с Мадонной и младенцем Христом.
Ланинo написал образ Святой Екатерины для церкви Сан-Чельсо. Он также расписал капеллу в базилике Сан-Маньо в Леньяно (Ломбардия). Другие его картины находятся в музее Саронно (провинции Варесе области Ломбардия.
После смерти Гауденцио Феррари в 1546 году Ланино унаследовал его мастерскую и престиж первого художника Милана. Его индивидуальный стиль сформировался в русле традиций высокого Возрождения школы леонардесков и ломбардского маньеризма.

## Галерея

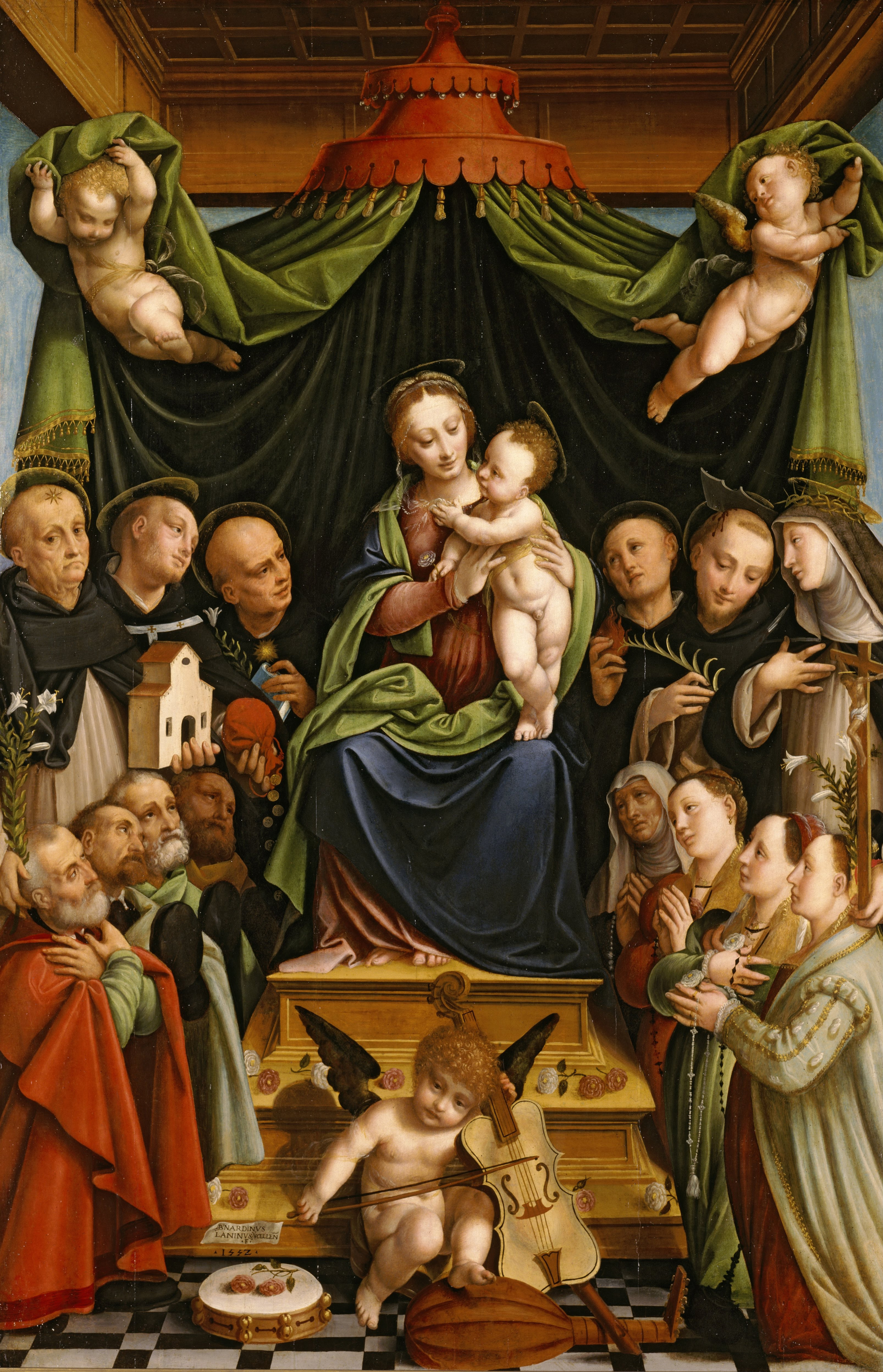
Mадонна с Младенцем на троне со святыми и донаторами. 1552. Дерево, масло. Музей искусств Северной Каролины, США
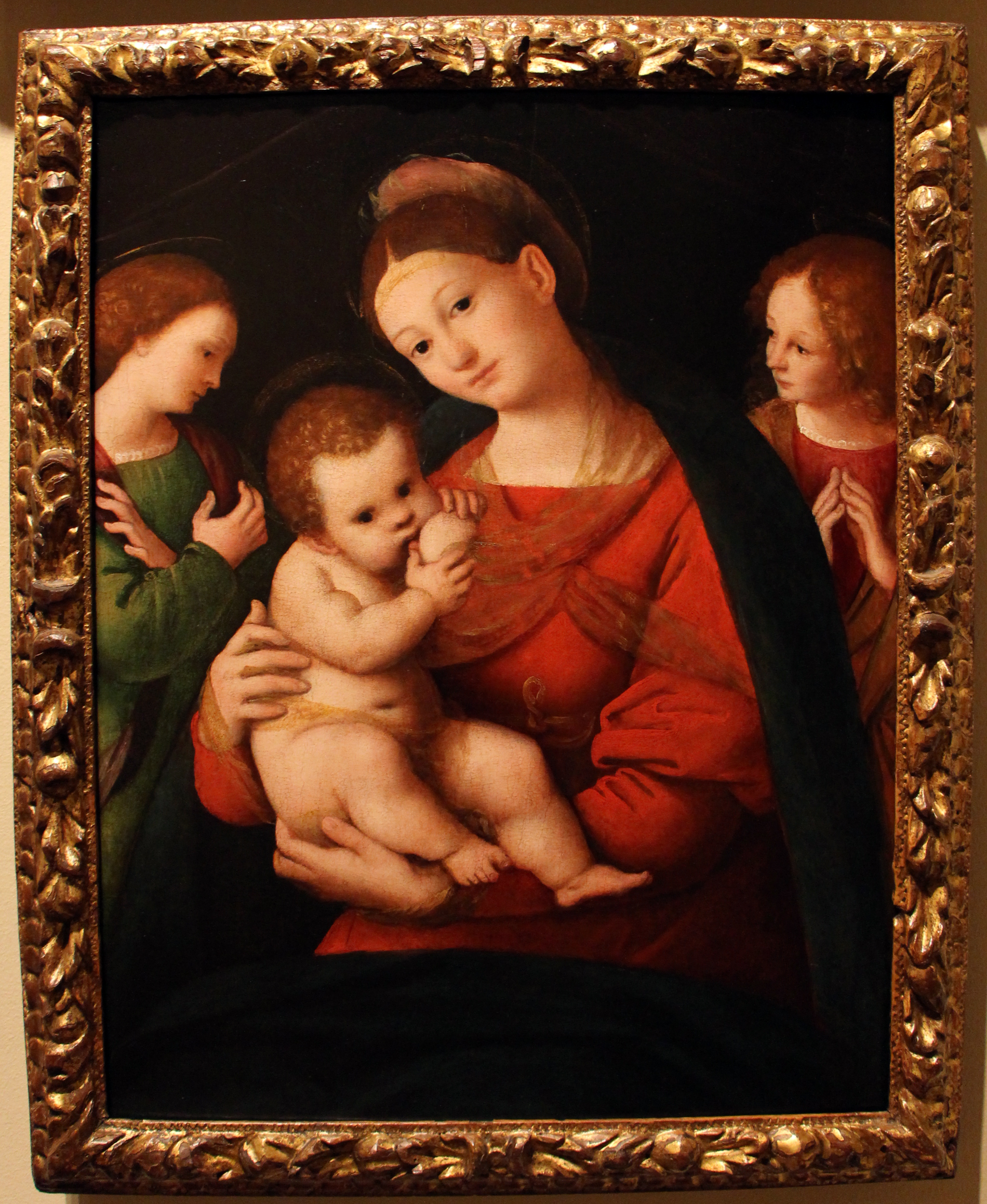
Мадонна кормящая Младенца с двумя ангелами. Ок. 1550. Дерево, масло. Музей Польди-Пеццоли, Милан
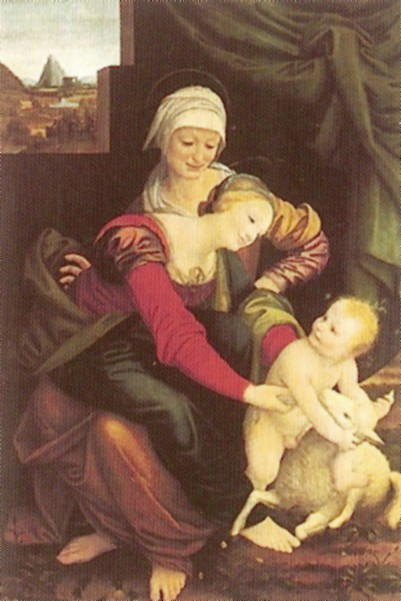
Мадонна с Младенцем и Святой Анной. 1530—1540-е гг. Дерево, масло. Пинакотека Брера, Милан
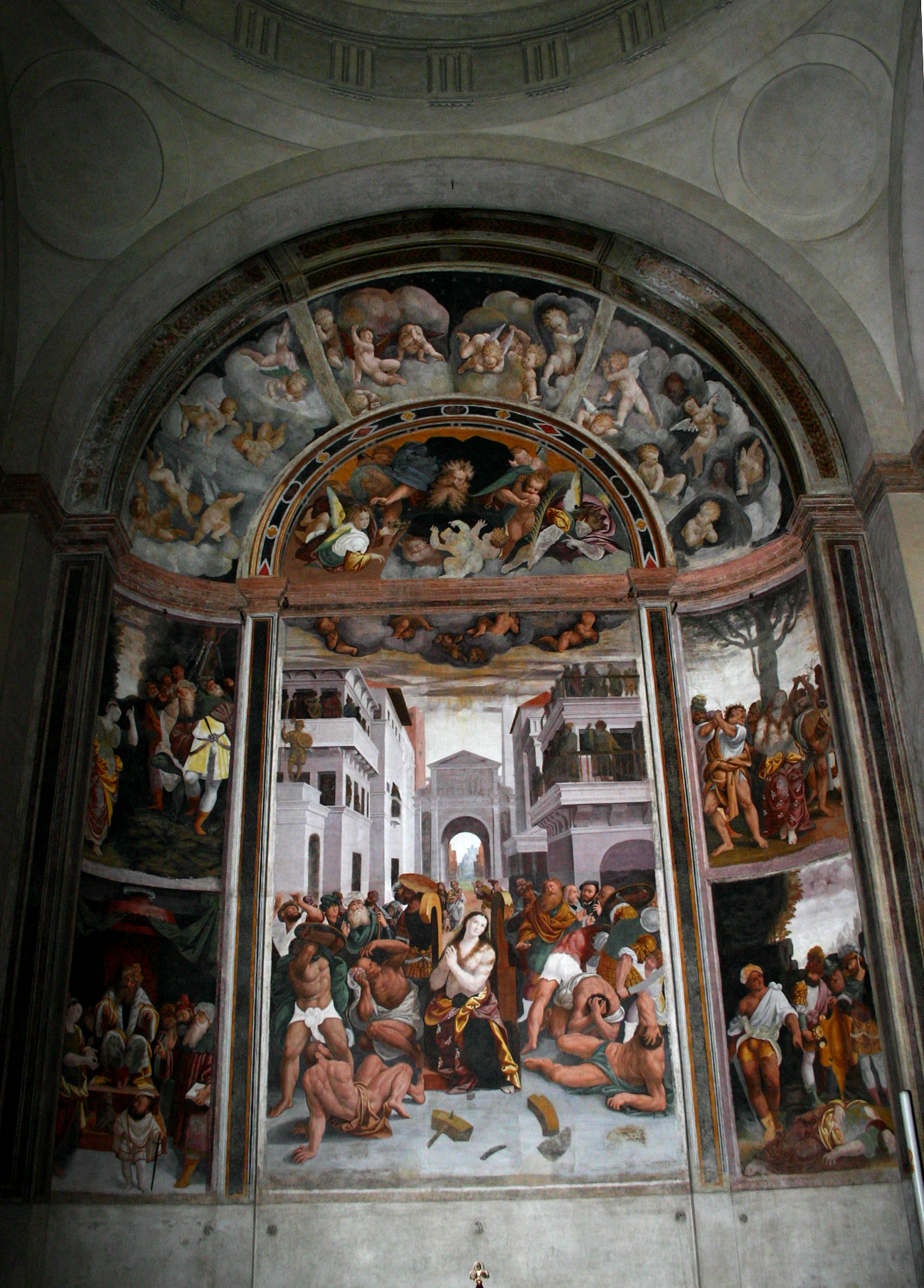
Мученичество Святой Екатерины. 1548—1549. Фреска капеллы Святой Екатерины Александрийской церкви Сан-Надзаро-ин-Броло
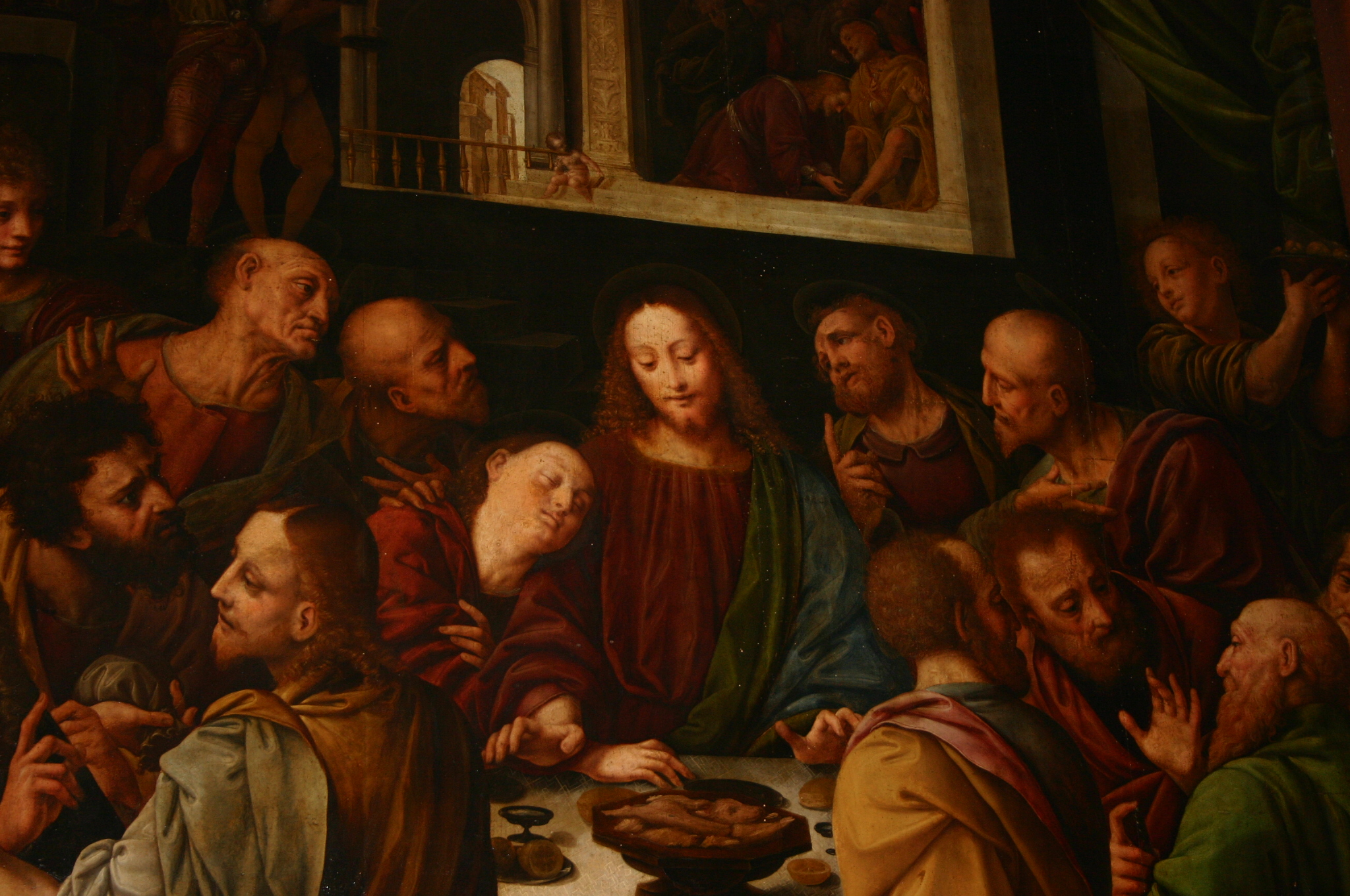
Тайная вечеря. Деталь. Базилика Сан-Надзаро-ин-Броло, Милан